# Селынгсоим
Селынгсоим (устар. Селынг-Соим) — река в Приуральском районе Ямало-Ненецкого АО России. Впадает в протоку Пугольская, левобережную протоку Оби. Длина реки составляет 12 км.

## Данные водного реестра
По данным государственного водного реестра России относится к Нижнеобскому бассейновому округу, водохозяйственный участок реки — Обь от впадения реки Северная Сосьва до города Салехард, речной подбассейн реки — бассейны притоков Оби ниже впадения Северной Сосьвы. Речной бассейн реки — (Нижняя) Обь от впадения Иртыша.